# El Nuevo Diario
O El Nuevo Diario foi um jornal de edição nacional da Nicarágua. Chegou a ser o diário de maior circulação no país. Foi fundado em 1980, com sede na capital Manágua, e fechou em 2019.

## História
O El Nuevo Diario foi fundado o 19 de maio de 1980 por trabalhadores procedentes do jornal La Prensa, que eram críticos com a linha editorial de mesmo, próxima aos contras, e inclinados à causa sandinista. A pedido de seu diretor e fundador, Danilo Aguirre Solís, Xavier Chamorro aceitou a ideia de que os trabalhadores fundadores do novo jornal participassem da empresa comprando ações com o dinheiro de seus assentamentos.
O impulsor do jornal foi Xavier Chamorro Cardeal (1932 - 2008), irmão de Pedro Joaquín Chamorro Cardeal diretor do La Prensa.Nas palavras de seu fundador, El Nuevo Diario deveria ser:
É nosso dever, e como tal o assumimos, ser a voz dos que não têm voz. Ser o meio de comunicar esperança, sem cair, através do que concedem aqueles que permanecem calados, na cegueira da condescendência ou da cumplicidade com o crime.
No ano 2003 a empresa editora do El Nuevo Diario associa-se com a imprenta Arte Digital, S.A.  dando lugar à ARDISA, transladando as instalações ao Plantel Mayales nas instalações do El Nuevo Diario no sector do Zumen e adquirindo nova maquinaria de impressão preparando essa empresa para ser uma empresa de impressão abrangente, não só uma rotativa de um jornal.

### Mudança de titular
Em 2011, decidiu-se vender o jornal ao Grupo Promerica de Ramiro Ortiz Mayorga, grupo financeiro fundado em 1991 e com presença em vários países da América Latina. O novo proprietário faz com que a linha editorial do meio mude.

### Cessação da circulação
Em 27 de setembro de 2019, o conselho de administração do El Nuevo Diario publicou um comunicado e um editorial no próprio meio de comunicação no qual afirmava
Depois de quase 40 anos informando ininterruptamente a sociedade nicaragüense, El Nuevo Diario suspende esse trabalho a partir de hoje devido às circunstâncias econômicas, técnicas e logísticas que enfrenta.
Agradecendo o apoio e estima dos seus leitores e assinantes e informando que está procedendo à devolução do restante valor da assinatura.
Suspendem-se a edição impressa e a digital, tanto do El Nuevo Diario como do diário Metro, pertencente ao mesmo grupo editor. A razão económica, segundo expuseram responsáveis pela empresa, tem pesado significativamente no fechamento.O encerramento da editora ocorre no contexto dos protestos contra o governo de Daniel Ortega que decorrem no país desde abril de 2018, nos quais a linha editorial do El Nuevo Diario se alinhou com os grupos que os lideravam. Diferentes organizações publicaram as suas declarações sobre o encerramento; Edison Lanza, Relator Especial para a Liberdade de Expressão da Comissão Interamericana de Direitos Humanos (CIDH), afirmou:
Notícia triste para a liberdade de imprensa na Nicarágua. Estamos entrando em uma fase mais sofisticada de repressão à mídia na Nicarágua com perseguições por parte do órgão tributário, inspeções trabalhistas, restrições à importação de insumos (papel e outros).
A  Sociedade Interamericana de Imprensa (SIP)atribuiu a suspensão à “pressão de um governo autoritário”. María Elvira Domínguez, presidente da SIP e diretora do jornal colombiano El País, expressou que:

com a cessação da publicação do El Nuevo Diario, extingue-se uma nova voz, produto da política repressiva do regime de Daniel Ortega para punir a imprensa. É uma vergonha para a Nicarágua e para o mundo livre.
O Clube Internacional PEN - uma associação mundial de escritores - acusou ao governo nicaraguense de realizar um "boicote aduaneiro arbitrário e ilegal que faz 15 meses impôs restrições à importação de papel, tinta e outros insumos para a publicação".